# 沟迎风海葵
沟迎风海葵（学名：Anemonia sulcata）为海葵科迎风海葵属的动物。分布于太平洋沿海，包括黄海、东海等海域。